# Perciformes
L'ordine dei Perciformes, chiamato anche Percomorphi o Acanthopteri, comprende circa il 40% di tutte le specie di pesci esistenti ed è il più grande ordine dei vertebrati. Il nome deriva dal pesce persico, e significa appunto dalla forma del persico.
I Perciformi appartengono agli Actinopterygii e comprendono circa 7 000 specie diverse, con taglie, forme e caratteristiche diverse, diffuse in acque dolci, salate e salmastre. Essi si evolsero in un proprio ordine a partire dal Cretaceo.

## Tassonomia
La classificazione è controversa. Alcune classificazioni inseriscono tra i Perciformi gli Scorpaeniformes, i Tetraodontiformes, e i Pleuronectiformes.
Nello schema sottostante verranno presentate le famiglie che compaiono nella classificazione più accreditata, quella dell'ittiologo Joseph S. Nelson nel suo Fishes of the World.
| Taxon                         | Famiglie |
| ----------------------------- | --- |
| Ordine Perciformes            | |
| Sottordine Acanthuroidei      | Acanthuridae, Ephippidae, Luvaridae, Scatophagidae, Siganidae, Zanclidae |
| Sottordine Anabantoidei       | Anabantidae, Helostomatidae, Osphronemidae |
| Sottordine Blennioidei        | Blenniidae, Chaenopsidae, Clinidae, Dactyloscopidae, Labrisomidae, Tripterygiidae |
| Sottordine Callionymoidei     | Callionymidae, Draconettidae |
| Sottordine Gobiesocoidei      | Gobiesocidae |
| Sottordine Elassomatoidei     | Elassomatidae |
| Sottordine Gobioidei          | Eleotridae, Gobiidae, Kraemeriidae, Microdesmidae, Odontobutidae, Rhyacichthyidae, Schindleriidae, Xenisthmidae |
| Sottordine Icosteoidei        | Icosteidae |
| Sottordine Labroidei          | Cichlidae, Embiotocidae, Labridae, Odacidae, Pomacentridae, Scaridae |
| Sottordine Percoidei          | |
| Superfamiglia Cepoloidea      | Aplodactylidae, Cepolidae |
| Superfamiglia Cirrhitoidea    | Cheilodactylidae, Chironemidae, Cirrhitidae, Latridae |
| Superfamiglia Percoidea       | Acropomatidae, Ambassidae, Arripidae, Apogonidae, Banjosidae, Bathyclupeidae, Callanthiidae, Carangidae, Caristiidae, Centrarchidae, Centropomidae, Chaetodontidae, Coracinidae, Coryphaenidae, Dinolestidae, Dinopercidae, Drepaneidae, Echeneidae, Emmelichthyidae, Enoplosidae, Epigonidae, Gerreidae, Glaucosomatidae, Grammatidae, Haemulidae, Inermiidae, Kyphosidae, Kuhliidae, Lactariidae Leiognathidae, Leptobramidae, Lethrinidae, Lobotidae, Lutjanidae, Malacanthidae, Menidae, Monodactylidae, Moronidae, Mullidae, Nandidae, Nematistiidae, Nemipteridae, Opistognathidae, Oplegnathidae, Ostracoberycidae, Pempheridae, Pentacerotidae, Percichthyidae, Percidae, Plesiopidae, Polynemidae, Pomacanthidae, Pomatomidae, Priacanthidae, Pseudochromidae, Rachycentridae, Sciaenidae, Serranidae, Sillaginidae, Sparidae, Terapontidae, Toxotidae, Istiophoridae |
|                               | |
| Sottordine Kurtoidei          | Kurtidae |
| Sottordine Notothenioidei     | Artedidraconidae, Bathydraconidae, Bovichthidae, Channichthyidae, Harpagiferidae, Nototheniidae |
| Sottordine Scombroidei        | Gempylidae, Scombridae, Sphyraenidae, Trichiuridae, Xiphiidae |
| Sottordine Scombrolabracoidei | Scombrolabracidae |
| Sottordine Stromateoidei      | Amarsipidae, Ariommatidae, Centrolophidae, Nomeidae, Stromateidae, Tetragonuridae |
| Sottordine Trachinoidei       | Ammodytidae, Champsodontidae, Chiasmodontidae, Cheimarrhichthyidae, Creediidae, Leptoscopidae, Percophidae, Pholidichthyidae, Pinguipedidae, Trachinidae, Trichodontidae, Trichonotidae, Uranoscopidae |
| Sottordine Zoarcoidei         | Anarhichadidae, Bathymasteridae, Cryptacanthodidae, Pholidae, Ptilichthyidae, Scytalinidae, Stichaeidae, Zaproridae, Zoarcidae |